# Данубио
«Дану́био» (исп. Danubio Fútbol Club) — уругвайский футбольный клуб из города Монтевидео. Четырёхкратный чемпион страны, один из лучших клубов Уругвая «второго эшелона», после признанных грандов, «Пеньяроля» и «Насьоналя». «Данубио» знаменит работой своей молодёжной Академии.

## История
Клуб был основан 1 марта 1932 года двумя братьями — выходцами из Болгарии — Мигелем и Хуаном Лазарофф. В память о родине они назвали новый клуб в честь реки Дунай (по-испански — Danubio).
Воспитанниками клуба были многие известные уругвайские футболисты — Альваро Рекоба, Рубен Соса, Марсело Салайета, Рубен Оливера и другие. Лучший футболист чемпионата мира 2010 года Диего Форлан в юношеские годы перед отъездом в аргентинский «Индепендьенте» помимо школы «Пеньяроля» также занимался в школе «Данубио».
Начало XXI века стало для «Данубио» лучшим периодом в истории. За 10 лет, с 2004 по 2014, клуб трижды становился чемпионом Уругвая. По итогам сезона 2020 команда вылетела из Примеры, в которой непрерывно участвовала с 1971 года. В 2021 году «Данубио» финишировал на втором месте в Сегунде, вернувшись в элиту уругвайского футбола.

## Достижения
- Чемпион Уругвая (4): 1988, 2004, 2006/07, 2013/14
- Вице-чемпион Уругвая (3): 1983, 2001, 2002
- Победитель Лигильи (1): 1983

## Участие в международных турнирах
- Кубок Либертадорес (8): 1978, 1984, 1989, 2005, 2007, 2008, 2015, 2019
- Южноамериканский кубок (10): 2002, 2003, 2004, 2005, 2007, 2012, 2014, 2015, 2017, 2018
- Кубок КОНМЕБОЛ (4): 1992, 1993, 1994, 1997

## Известные игроки
По данным официального сайта «Данубио», к числу величайших игроков клуба, внёсших значительный вклад в его историю, относятся следующие футболисты:
- Нельсон Алагич
- Эктор Аргенти
- Альфонсо Аускарриага
- Рауль Бентанкор
- Эдгар Борхес
- Хуан Бургеньо
- Жадсон Виера
- Вальтер Гаргано
- Начо Гонсалес
- Рубен Да Сильва
- Освальдо Дальто
- Нестор Карбальо
- Эктор Фабиан Карини
- Лоренсо Каррабс
- Карлос «Каркахада» Корреа
- Эрнесто Ладзатти
- Пабло Лима
- Хулио Масейрас
- Аракен ди Мело
- Эбер Моас
- Диего Перроне
- Инти Подеста
- Альваро Рекоба
- Элисео Риверо
- Карлос Ромеро
- Фернандо «Пело» Родригес
- Хулио Родригес
- Марсело Салайета
- Серхио Сантин
- Хавьер Сеоли
- Эктор Сильва
- Рубен Соса
- Эрнесто Хавьер Чевантон